# Frangogate
Igor Gielow (10 de setembro de 1997). «Frangogate encerra fase de depoimentos». Folha de  S.Paulo. Consultado em 7 de outubro de 2023. Cópia arquivada em 8 de outubro de 2023
O frangogate foi um escândalo de corrupção que estourou em 1997, durante a gestão de Paulo Maluf (PPB), onde a prefeitura de São Paulo comprou frango com preços superfaturados de empresas ligadas ao próprio prefeito e a Celso Pitta (também do PPB). O caso se arrastou por anos e os envolvidos foram inocentados pela justiça. Apesar disso, ele foi muito usado por políticos para atacar Maluf em outras eleições.
O escândalo também se tornou notório por ser o primeiro caso midiático sob o comando de Alexandre de Moraes, futuro ministro do Supremo Tribunal Federal.

## Contexto
Em fevereiro de 1996, a prefeitura de São Paulo fez uma licitação para o fornecimento de cortes congelados de coxa para escolas municipais. A Frigobrás, do grupo Sadia, venceu, prometendo vender frango à R$ 1,66/kg. Em maio, ela pediu o aumento do preço, alegando o encarecimento na ração usada para alimentar as aves. O governo, então, rompeu o contrato e determinou que o fornecimento seria feito pela A D'Oro, por R$ 1,73/kg. Mas a Obelisco, que fornecia os frangos para A D'Oro, era de propriedade de Sylvia Maluf, esposa do prefeito Paulo Maluf (PPB) e sua filha, Lígia, e a própria A D'Oro é de propriedade de Fuad Lutfalla, irmão de Sylvia. Além disso, o ex-prefeito Celso Pitta (PPB) fez um estágio não-remunerado na A D'Oro, e sua mulher Nicéa Pitta trabalhou quatro meses na empresa. A empresa de advocacia AIM também representou ambas Frigobrás e a A D'Oro em licitações da prefeitura.  Estima-se que o prejuízo aos cofres públicos tenha sido de R$ 1,2 bilhão.

## Caso

### Tramitação no Ministério Público
Em fevereiro de 1997, Carlos Neder (PT) pediu para que o Ministério Público (MP) de São Paulo investigasse o favorecimento do governo Maluf para a sua esposa.
Em abril, o MP abriu o caso. O promotor Alexandre de Moraes, o responsável pelo caso, entendia que após a saída da Frigobrás, a licitação deveria voltar para a concorrência, e não ser cedida para outra empresa. Também havia dúvidas sobre um eventual superfaturamento nas vendas de frango.
Durante o inquérito, foram prestados depoimentos de Maurilio Curi, genro de Maluf, Oscar Martin Renaux Niemeyer, presidente da Rineos, dois jornalistas que escreveram matérias acusando Nicéa Pitta de faturar com o esquema, um deles do Jornal do Brasil, e Marcelo Fagá, assessor de imprensa da prefeitura.
Em outubro, o MP entregou um relatório afirmando que havia irregularidades na licitação, já que foi feito um esquema para favorecer a Obelisco. Foi pedida uma citação de Maluf e representantes da A D'Oro, a Obelisco e a AIM.
Em 9 de setembro, Alexandre de Moraes concluiu a fase de depoimentos, e passou a analizar dados do Banco Central para aprofundar as investigações. Moraes concluiu que Maluf teve uma "conduta deliberadamente disposta a favorecer empresas familiares -a A D'Oro e Obelisco-, caracterizando flagrante simulação" e "feriu os princípios da legalidade, impessoalidade e moralidades administrativas", ferindo assim a Lei de Improbidade. Ele também determinou que as empresas e agentes públicos ressarcirssem os cofres públicos. Moraes também pediu a cassação de Marcelo Pereira Daura, que foi casado com uma sobrinha de Maluf e trabalhou na Eucatex, empresa do PPBista. Na época, ele era responsável pela comissão municipal de controle de preços e serviços. Após a finalização do caso, Moraes o passou para a Justiça, mas foi criticado pelo advogado de Maluf por anunciar a decisão na imprensa, por ainda não se saber se ele era culpado, e ameaçou entrar com uma ação na Procuradoria Geral do Estado contestando o seu comportamento.

### Inquérito Policial
Em agosto, o MP pediu que fosse aberto um inquérito policial para averiguar se houve crime nas vendas de frango, pedido que foi aceito em 2 de dezembro por determinação do procurador-geral de Justiça, Luiz Antônio Marrey. O delegado responsável pelo inquérito era Francisco Missaci, mas foi trocado pelo governo Covas por Arlindo Orsomarzo, da Delegacia de Planejamento (Deplan) da Polícia Civil. O caso também é de responsabilidade do procurador-geral de Justiça, Luiz Antonio Marrey e do Departamento Estadual de Polícia do Consumidor.
Também foi investigado a aquisição de um Jaguar XJ por R$ 120 mil por Maluf com dinheiro do frangogate.
Os depoimentos aconteceram entre os dias 2 e 15 de dezembro de 1997. Entre os depoimentos colhidos, está o de Waldemar Costa Filho (PL), que era secretário do Abastecimento quando o contrato do frango foi assinado,  Luiz Flávio Lira, assessor jurídico do Departamento de Materiais da Prefeitura de São Paulo, Cláudio Lemos Barbosa, assessor jurídico da Secretaria do Abastecimento, Francisco Nieto Martins, ex-secretário municipal do Abastecimento, Marcelo Pereira Daura, Maurilio Curi, Caio e Fuad Lutfalla, Lígia Maluf, Nicéia Pitta além dos próprios Celso Pitta e Paulo Maluf.
Durante o inquérito, o 2º vice-presidente do Tribunal de Justiça de São Paulo, Amador da Cunha Bueno Netto, deu habeas corpus para Maluf, Pitta e suas esposas, alegando que eles eram "pessoas conhecidas no mundo político e em toda a sociedade" e que "não tem sentido compeli-los a comparecerem a uma repartição policial como se fossem meros delinquentes". Ele foi suspenso no dia 15 por determinação do Tribunal de Justiça de São Paulo, pois o delegado responsável, Arlindo Orsomarzo, não viu nada incriminatório no caso. Sua decisão foi criticada pelo promotor que atuou no caso, Carlos Eduardo Fonseca da Matta e pelo procurador geral de Justiça do Estado, Luiz Antônio Marrey. O MP acusou Orsomarzo de lidar com o inquérito com má vontade. Tanto a polícia quanto o MP se acusaram de estarem sendo movidos por interesses políticos, por causa das eleições para governador de 1998.
Em 17 de dezembro, o inquérito foi suspenso pelo desembargador Amador da Cunha Bueno Netto. Os vereadores do PT José Eduardo Cardozo e Carlos Neder pediram pela suspensão de Orsomarzo e pediram que a Secretaria Estadual da Segurança Pública apurasse suposta infração funcional do delegado por ter dado entrevista afirmando que não via crime na conduta de Maluf. Neder enviou ainda  ofícios ao delegado-geral de polícia, Luiz Paulo Braga Braun, ao procurador-geral de Justiça de São Paulo, Luiz Antonio Marrey, e ao secretário estadual da Casa Civil, Walter Feldman criticando Orsomarzo.
Em 4 de janeiro de 2001, o Estadão publicou notícia intitulada "Laudo comprova superfaturamento no caso Frangogate", onde uma perícia judicial teria confirmado superfaturamento de 823 toneladas de frangos congelados na administração de Celso Pitta, Maluf processou o jornal e seus advogados anunciaram que pediriam a publicação do laudo na íntegra. De acordo com a perícia, as compras foram de R$ 21.737 e R$ 50.859 acima do valor de mercado.

### Envolvimento com empresas no Uruguai
A Receita Federal também investigou se a A D'Oro não estava lavando dinheiro em Montevidéu, no Uruguai, através da empresa de sociedade anônima Inversora Rineos, que foi criada em 1985 por um escritório de contabilidade especializado em criar e vender empresas por cerca de US$ 1,500, vindo a iniciar suas operações apenas em 1990. A empresa foi supostamente criada e presidida por, entre outras pessoas, Oscar Martin Renaux Niemeyer e Nicolas Juan Alonso, e era dona de 46% da A D'Oro, investido US$ 4 milhões na empresa entre 1991 e 1996. A empresa era de faxada e não possuía escritório físico. Além disso, Nicolas negou presidi-la, alegando não ter o capital investido na A D'Oro. Nicolas também foi denunciado pelo Ministério Público da Suíça como diretor de empresas offshore usadas pela francesa Alstom e a alemã Siemens para pagar propina a agentes públicos no Brasil. A empresa possuia uma subsidiária no Brasil, a Rineos Empreendimentos, presidia por Caio Lutfalla, o mesmo diretor da A D'Oro.
Outras empresas investigadas são a Sildecor Sociedad Anonima, também ligada à família Lutfalla, e a Tacriway Sociedad Anonima, ligada ao advogado André de Vivo.

### CPI
Durante os depoimentos ao MP, partidos como o PT, PSDB, PCdoB, PSB e PDT, e organizações como a CUT e a Central de Movimentos Populares apoiaram a abertura de uma comissão parlamentar de inquérito (CPI) para investigar o caso e afastar Celso Pitta da prefeitura.
Em 12 de outubro de 2000, com a decisão do Tribunal de Justiça de São Paulo para reduzir o quórum para a abertura de uma CPI, a CPI do Frangogate voltou a ficar em voga. A maior parte da câmara era composta pela ala governista de Celso Pitta, mas a vereadora Miriam Athiê (PMDB) colocou a CPI para votação por acidente, votação que foi aceita por 28 votos a 4. Em fevereiro de 2001, o PT voltou a negociar cinco CPIs, incluindo a do frangogate. Em dezembro de 2010, Milton Leite (DEM) protocolou outro pedido de CPI para investigar o frangogate, como retaliação pelo apoio do PP à presidência do Legislativo José Police Neto (PSDB).

## Condenação
Em novembro de 1997, O MP Estadual deu entrada a uma ação para caçar os direitos políticos de Maluf. A ação foi acatada no mesmo mês pelo juiz José Roberto Furquim Cabella, da 2ª Vara da Fazenda Pública. Alexandre de Moraes enviou a citação pela força policial diversas vezes para Maluf, mas seus advogados evitaram que a ação tramitasse, afirmando que Maluf já se dava por citado.
Em 18 de dezembro de 2002, a 2ª Vara da Fazenda Pública de São Paulo julgou improcedente a ação do MP.
Em 26 abril de 2010, Maluf foi condenado pela 7ª Câmara de Direito Público do Tribunal de Justiça de São Paulo pela Lei de Improbidade Administrativa a devolver R$ 21.737,73 aos cofres públicos, além da perda de direitos políticos por cinco anos, de acordo com a recém-promulagada Lei da Ficha Limpa. Como resposta, Maluf afirmou ter a ficha mais limpa do Brasil. Porém, neste ano, Maluf havia sido eleito deputado por São Paulo, sendo o terceiro mais votado, e entrou com recurso. A decisão do TJ foi contestada pelo MP por ser muito branda e não condenar os outros envolvidos no esquema. Por isso, o MP apelou para o Tribunal Eleitoral de São Paulo. Em 13 de dezembro a decisão foi revertida pela 7ª Câmara.
A Prefeitura de São Paulo também foi acusada no Tribunal de Justiça de ter feito publicidade ilegal para se defender do frangogate, mas foi inocentada em junho de 2000.

## Impacto
Nas eleições de 1998, o frangogate foi usado como propaganda eleitoral por diversos candidatos. O ex-governador Franco Montoro (PSDB) sugeriu que o então governador Mário Covas (PSDB) usasse o slogan "O tucano contra o frango" nas eleições. Então, Paulo Maluf (PPB) lançou o mote "Vai ser o galo bravo, que sou eu, contra a galinha morta", em represália. Nas eleições de 2000, Luiza Erundina (PSB) e Marta Suplicy (PT) usaram o frangogate para atacar Maluf em sua campanha. Na mesma eleição, Maluf negou ser culpado pelo frangogate e prometeu passar uma lei proibindo parentes de até terceiro grau do prefeito, vice-prefeito e outros cargos de participarem da concorrência da prefeitura. Nas eleições de 2002, Geraldo Alckmin (PSDB) também usou o frangogate contra Maluf. Em 2010, após Maluf ser considerado inocente pela justiça e ser eleito como deputado federal, foi vaiado, ao contrário do comediante Tiririca (PL), que foi ovacionado.
Em programa publicado em 23 de setembro de 1997, o Casseta & Planeta fez uma enquete na avenida Paulista sobre o Frangogate enquanto vestidos de galinha.
Em 2000, a filha de Celso Pitta, Roberta, precisou sair da FMU pelos professores e colegas falarem do frangogate constantemente para ela, e se mudou para Nova Iorque.